# Цинаридзе, Осман Шакирович
Осман Шакирович Цинаридзе (1901, село Букнари, Батумский уезд, Батумская область, Российская империя — 1959, село Букнари, Кобулетский район, Аджарская АССР, Грузинская ССР) — колхозник колхоза села имени Калинина Кобулетского района, Аджарская АССР,  Грузинская ССР. Герой Социалистического Труда (1949).

## Биография
Родился в 1901 году в крестьянской семье в селе Букнари Батумского уезда (сегодня — Кобулетский муниципалитет). После окончания местной начальной школы трудился в сельском хозяйстве. Во время коллективизации вступил в местный колхоз Калинина Кобулетского района, где трудился на чайной плантации, затем — в цитрусовом саду. Выращивал мандарины, лимоны и тунг.
В 1948 году собрал в среднем с каждого дерева по 468 лимонов с 250 возрастных плодоносящих деревьев. Указом Президиума Верховного Совета СССР от 29 августа 1949 года удостоен звания Героя Социалистического Труда за «получение высоких урожаев сортового зелёного чайного листа и цитрусовых плодов в 1948 году» с вручением ордена Ленина и золотой медали «Серп и Молот» (№ 4526).
Этим же указом званием Героя Социалистического Труда были награждены труженики колхоза имени Калинина Кобулетского района цитрусоводы Ахмед Рамизович Цинаридзе, Казим Османович Шавишвили, чаеводы Сантура Хусейновна Зоидзе и Галина Самосновна Чхартишвили.
Проживал в селе Букнари (в прошлом — Ульяновка) Кобулетского района. Умер в 1959 году.